# Пролећна изложба УЛУС-а (2013)
Пролећна изложба УЛУС-а (2013), одржана у периоду од 11. априла до 5. маја 2013. године. Изложба је представљена у галеријском простору Удружења ликовних уметника Србије, односно у Уметничком павиљону "Цвијета Зузорић" у Београду. Уредник каталога и кустос изложбе, била је Наталија Церовић.

## Уметнички савет
- Велизар Крстић
- Драган Марковић Маркус
- Ранка Лучић Јанковић
- Татјана Николајевић Веселинов
- Милош Ђорђевић
- Зоран Вранешевић
- Владан Мартиновић
- Радомир Станчић

## Излагачи
1. Ђорђе Аралица
2. Лазар Андријашевић
3. Ристо Антуновић
4. Дејан Аксентијевић
5. Алан Бећири
6. Данило Бојић
7. Ирена Бијелић Горењак
8. Иван Блануша
9. Татјана Војиновић
10. Здравко Велован
11. Драгана Бојић
12. Наташа Будимлија
13. Драгана Вујић
14. Ведран Вучић
15. Милка Вујовић
16. Вук Вучковић
17. Шемса Гавранкапетановић
18. Ненад Гајић
19. Мила Гвардиол
20. Оливера Гаврић Павић
21. Ненад Глишић
22. Иван Грачнер
23. Андрија Гвозденовић
24. Станислав Гранић
25. Марион Дедић
26. Зоран Н. Ђорђевић
27. Ана Ђаповић
28. Олга Ђорђевић
29. Предраг Ђукић
30. Љубиша Ђурић
31. Коштана Ђурић
32. Селма Ђулизаревић
33. Смиља Иветић
34. Ивана Живић Јерковић
35. Слободан Живановић
36. Татјана Јанковић
37. Иван Јеремић
38. Горски Кабадаја
39. Анита Јовановић
40. Александар Јевтић
41. Тајана Кајтез
42. Бојана Кнежевић
43. Бранимир Карановић
44. Миа Кешељ
45. Момир Кнежевић
46. Силвиа Ковјенић
47. Тијана Којић
48. Татјана Којић Чехић
49. Бојан Константиновић
50. Мирјана Крстевска
51. Јелена Крстић
52. Милан Крајновић
53. Драгомир Лазаревић
54. Зоран Кричка
55. Слободан Кузмановић
56. Зоран Круљ
57. Владимир Лалић
58. Милена Максимовић Ковачевић
59. Драгиша Маринковић
60. Павле Максимовић
61. Светлана Милановић
62. Саша Марјановић
63. Раде Марковић
64. Јован Маринковић
65. Биљана Миљковић
66. Здравко Милинковић
67. Весна Милуновић
68. Горица Милетић Омчикус
69. Стефан Миросавић
70. Оливера Оља Мићић
71. Петар Мошић
72. Миодраг Млађовић
73. Миа Николић
74. Бранко Николов
75. Марија Николић
76. Љубица Николић
77. Миливоје Новаковић Кањош
78. Иван Павић
79. Драгана Пајковић Додиг
80. Катарина Павловић
81. Јосипа Пепа Пашћан
82. Милорад Мићко Панић
83. Снежана Пешић Ранчић
84. Јована Петковић
85. Дејан Попов
86. Марина Поповић Војводић
87. Маријана Поповић
88. Мице Поптсис
89. Ставрос Поптсис
90. Војислав Радовановић
91. Слободан Радојковић
92. Симонида Радоњић
93. Небојша Ракоњац
94. Наталија Симеоновић
95. Јована Сибиновић
96. Ненад Ристовић
97. Драгана Станаћев Пуача
98. Ивана Станисављевић Негић
99. Добри Стојановић
100. Милан Станисављевић
101. Даница Тешић
102. Михаило Стошовић
103. Божо Терзић
104. Мирјана Мит Стојковић
105. Станка Тодоровић
106. Рената Трифковић
107. Мирјана Томашевић
108. Томислав Тодоровић
109. Драган Цвеле Цветковић
110. Ивана Флегар
111. Ана Цвејић
112. Тијана Цветковић
113. Наташа Чпајак
114. Ана Церовић
115. Оливера Шипка
116. Гордана Чекић
117. Татјана Шогоров